# Stockholm Vatten och Avfall

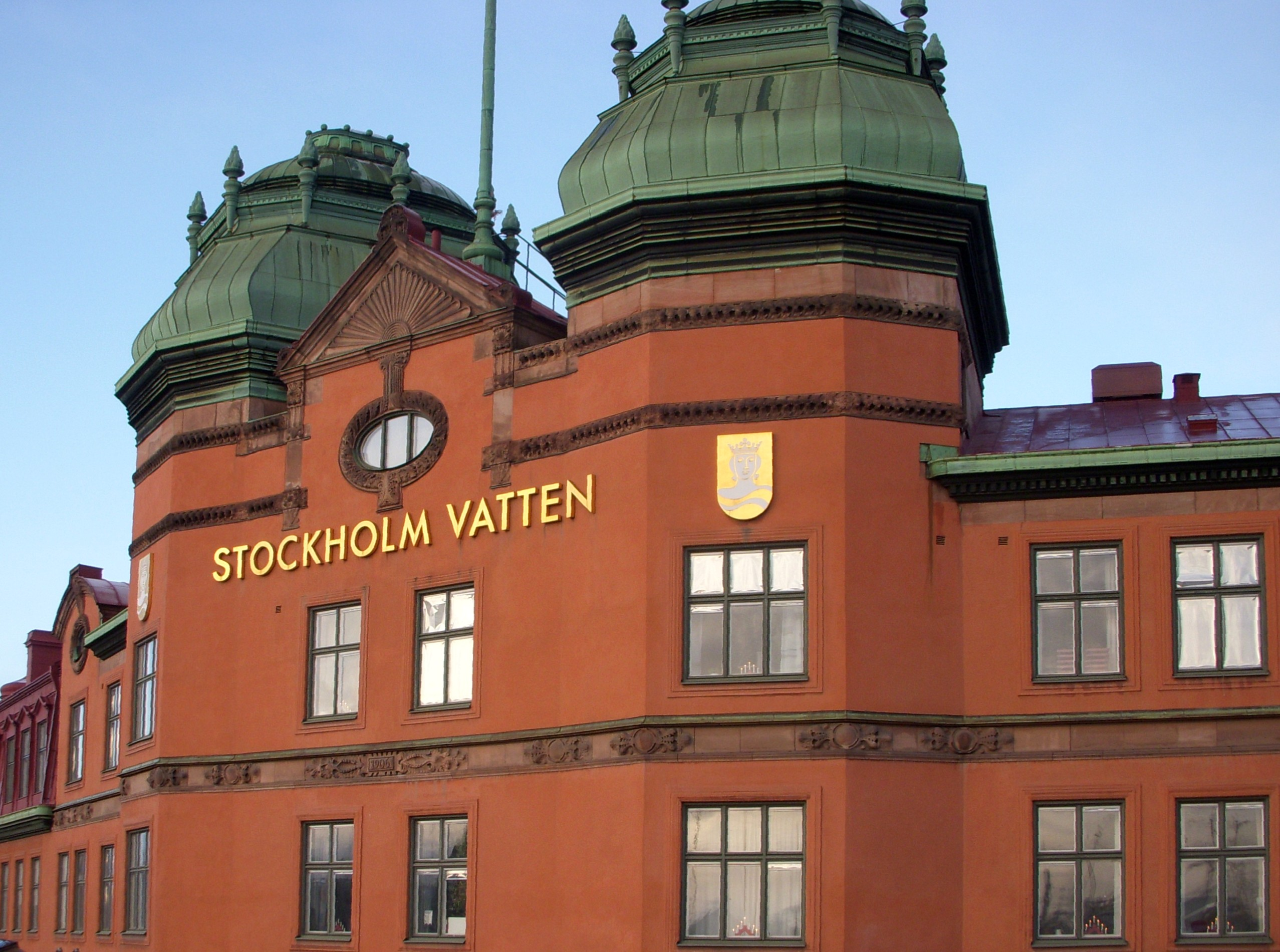
Stockholm Vattens ehemaliges Bürogebäude

Stockholm Vatten och Avfall (deutsch Stockholm Wasser und Abfall) ist das Wasserwerk für Stockholm und Umgebung und seit 2017 auch zuständig für die Abfallbeseitigung der Stadt. Das Wasserwerk ist zu 98 % in der Hand der Gemeinde Stockholm durch Stockholms Stadshus AB und gehört zu 2 % der Gemeinde Huddinge. Stockholm Vatten besitzt und unterhält das Leitungsnetz für Trinkwasser und Abwasser, sowie Pumpstationen, Wasserspeicher und Kläranlagen im Großraum Stockholm. In den Aufgabenbereich von Stockholm Vatten fallen auch Pflege und Restaurierung von Seen in Stockholms län. Stockholm Vatten produziert das Trinkwasser für über eine Million Einwohner der Region.

## Geschichte

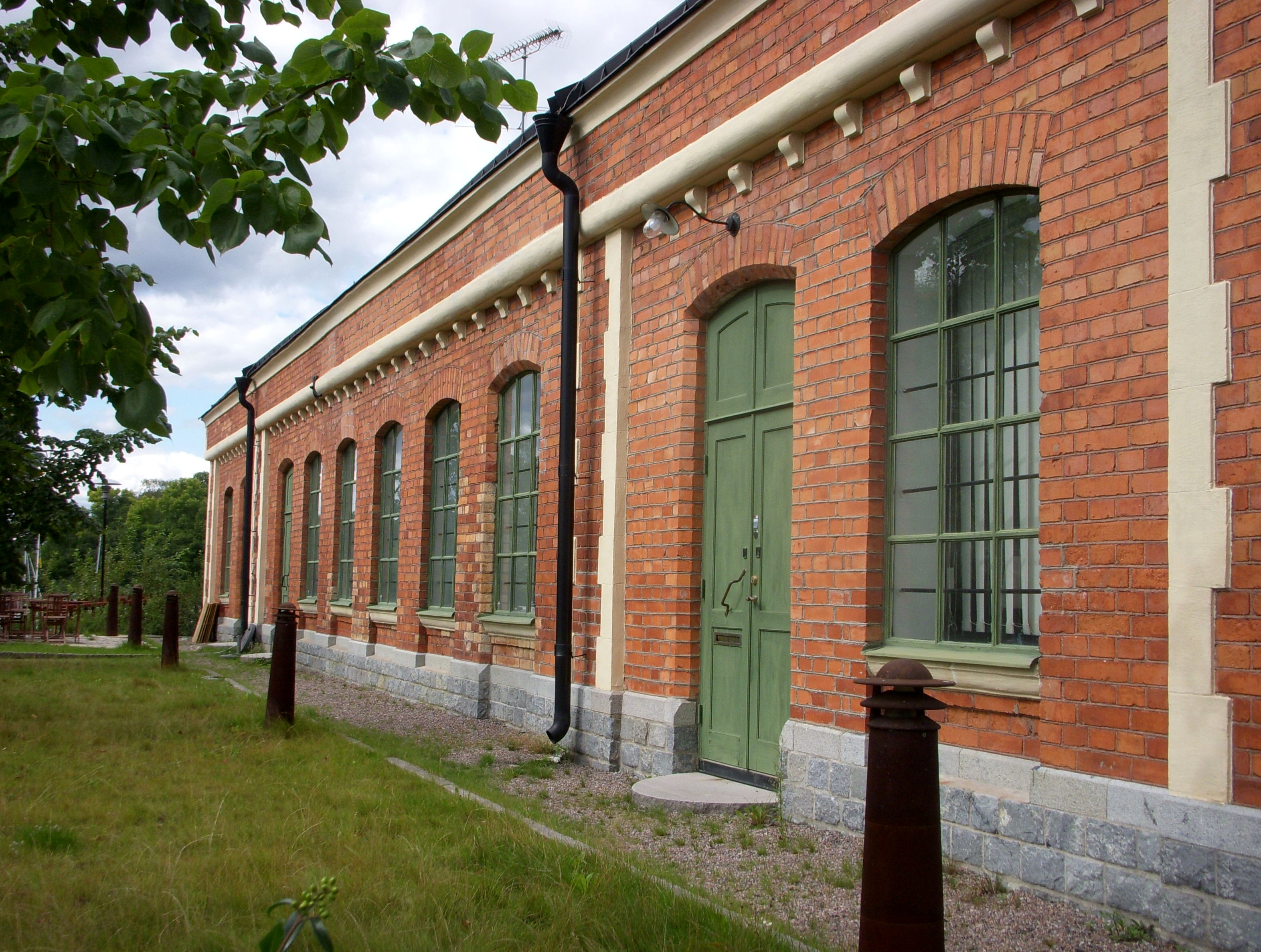
Pumphenhaus des ehemaligen Skanstullsverket, 1880er Jahre

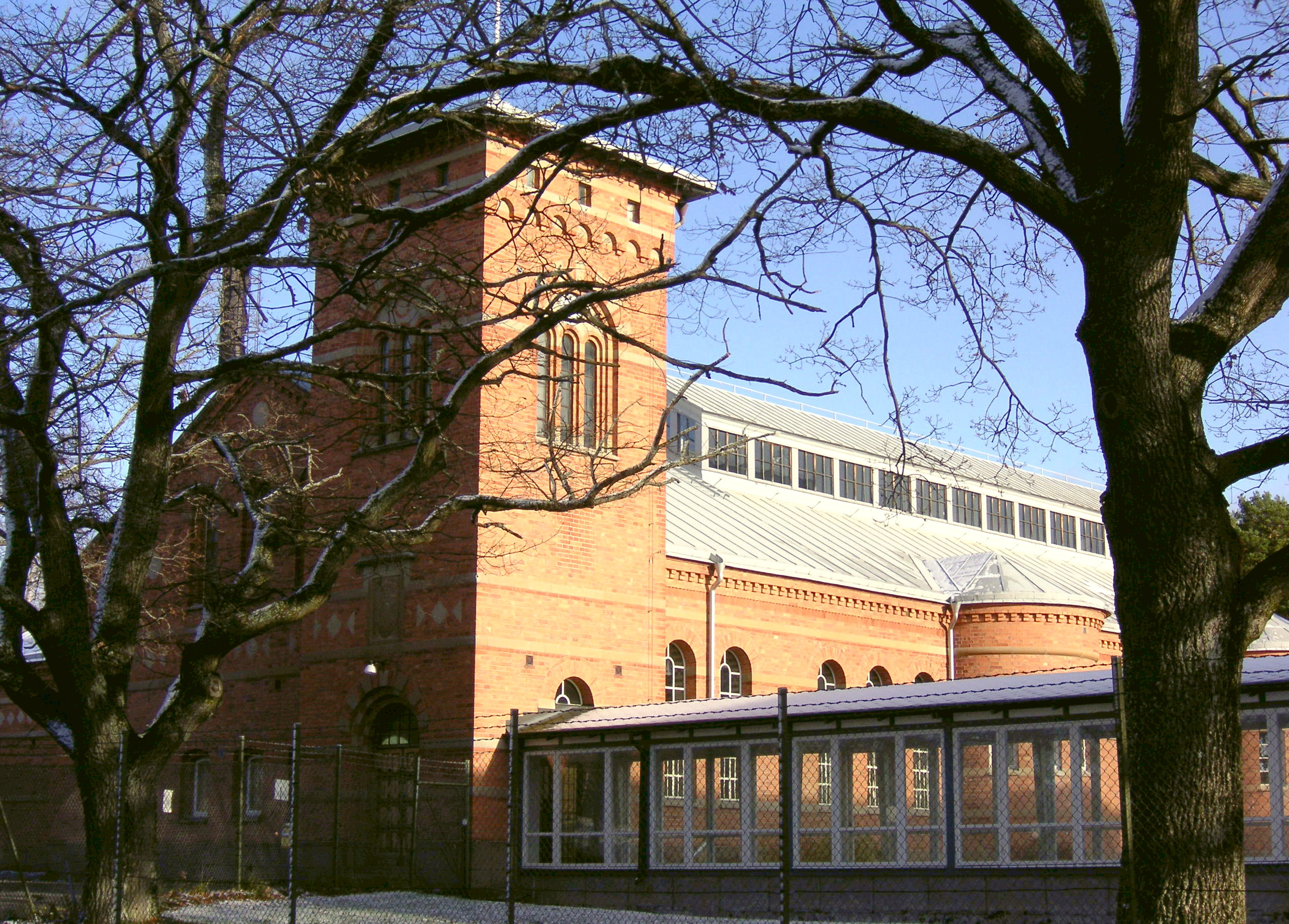
Norsborgs vattenverk von 1904

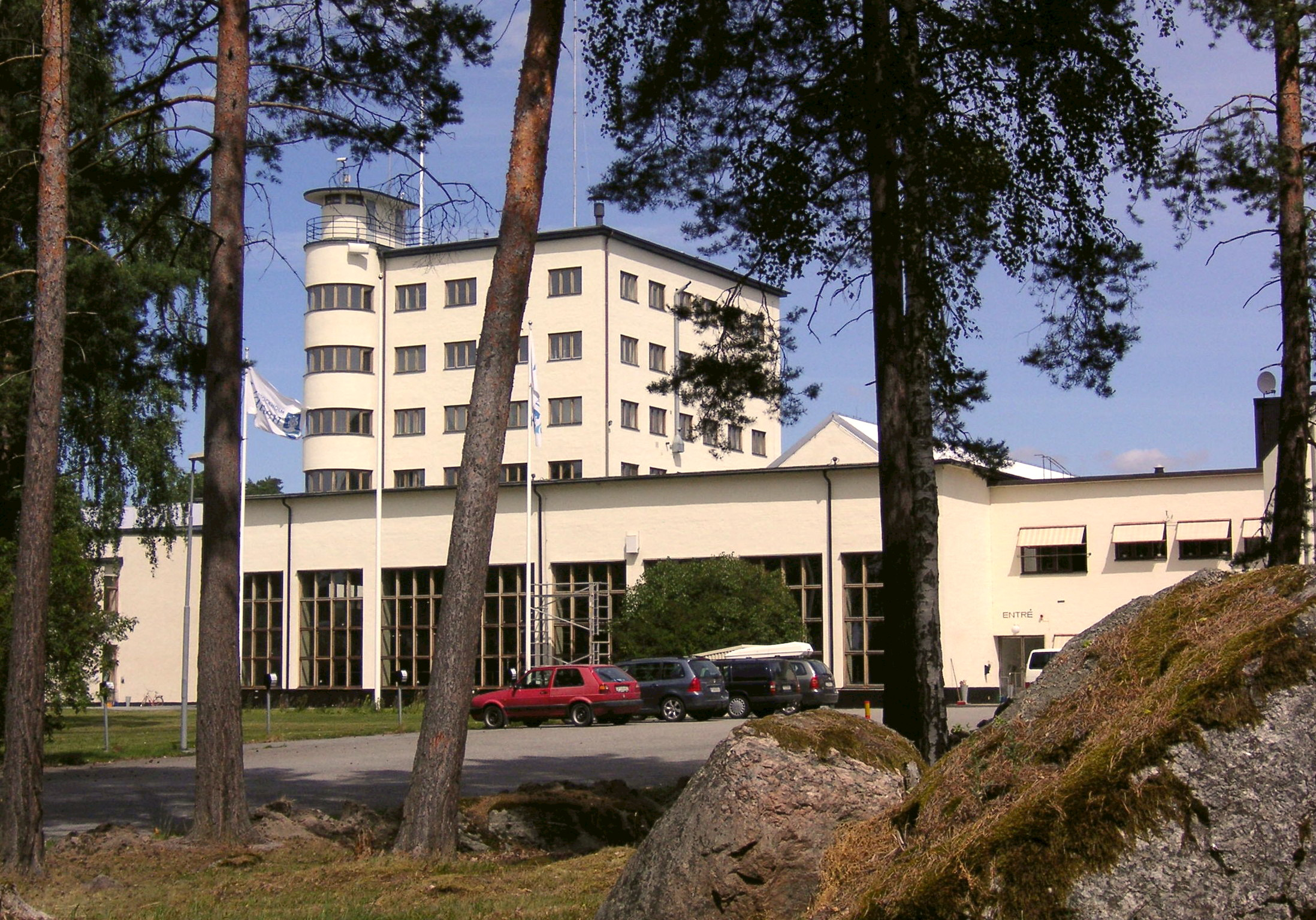
Lovö vattenverk von 1933

Das Angebot an gesundem Trinkwasser war in Stockholm nicht immer so gut wie heute. Bis in die 1860er Jahre holten sich die Stockholmer ihr Trinkwasser aus eigenen Brunnen oder aus nahe liegenden Gewässern, die mehr und mehr verschmutzt wurden, was zum Ausbruch von Cholera und anderen Krankheiten führte. In der Mitte des 19. Jahrhunderts war Stockholm eine der ungesündesten Städte Europas. Im Jahr 1861 wurde, als eine der letzten Hauptstädte Europas, das erste Wasserwerk der Stadt, das Skanstullsverket, am Årstaviken eingeweiht. Die bessere Hygiene zeigte direkt ein positives Resultat, die Sterblichkeit sank binnen 30 Jahren mit 50 % von 34 auf 17 Tote pro tausend Einwohner bei gleichzeitigem Bevölkerungsanstieg von 46 %.

## Norsborgs Wasserwerk
Schon bald reichte das Skanstullsverket nicht mehr aus, Stockholm mit sauberem Trinkwasser zu versorgen, und das Wasser im Årstaviken hatte auch nicht mehr die erwünschte Qualität als Rohwasser. Daher baute man 1905 das Wasserwerk in Norsborg (Gemeinde Botkyrka), Norsborgsverket im Süden Stockholms. Von nun an holte man das Rohwasser aus dem Mälaren, so ist es heute noch. Norsborgsverket wurde 1953, 1964 und 1975 erweitert, es ist das größte Wasserwerk der Region und versorgt 60 % der Bevölkerung. Die tägliche Produktion liegt bei ungefähr 153.000 m3 Trinkwasser, die totale Kapazität bei 240.000 m3.

## Lovö Wasserwerk
Im Jahr 1933 wurde das Lovö Wasserwerk eröffnet, ein Bauwerk der Moderne des Architekten Paul Hedqvist. Lovö vattenverk liegt auf der Mälarinsel Lövön in der Nähe von Ekerö, und sollte den nördlichen Teil der schnell wachsenden Stadt Stockholm mit Trinkwasser versorgen.  Heute versieht das Lovö vattenverk 40 % der Region mit Trinkwasser. Das Rohwasser wird dem Mälaren bei fünf, zehn und 23 Metern Tiefe entnommen, die Kapazität liegt bei 275.000 m3 pro Tag und die normale Produktion  bei 133.000 m3 Trinkwasser pro Tag.

## Bornsjön
Der Bornsjö in der Gemeinde Salem im Süden Stockholms ist ein Wasserschutzgebiet und Stockholms Trinkwasserreserve, falls der Mälaren verunreinigt sein sollte. Der See könnte im Notfall die Stadt einige Monate lang mit Trinkwasser versehen. Der 6,7 km2 große Bornsjön und seine Umgebung wurden schon 1920 unter Naturschutz gestellt, heute wird der See und seine Umgebung von  Stockholm Vatten unterhalten und gepflegt. Das Baden und Fischen im See ist verboten. Der See ist für privaten Bootsverkehr gesperrt, sogar das Schlittschuhlaufen ist untersagt.

## Reinigungswerke
Im Jahr 1872 zog man die ersten Abwasserrohre durch Stockholm und kurz vor der Jahrhundertwende 1900 wurden die ersten Wasserklosetts installiert, was die Notwendigkeit eines funktionierenden  Abwassersystems mit Kläranlagen verstärkte. Noch in den 1950er Jahren waren Trockentoiletten in Stockholms Innenstadt gewöhnlich, die letzten verschwanden erst mit der Norrmalmsregleringen (Neugestaltung der Stockholmer City) in den 1960er und 1970er Jahren. Die erste moderne Kläranlage wurde 1934 in Bromma in Gebrauch genommen. Heute hat Stockholm Vatten  zwei weitere Kläranlagen, in Henriksdal (1941) und Loudden (1950). Diese reinigen circa 400.000 m3 Abwasser, der anfallende Schlamm wird unter anderem zur Gewinnung von Biogas weiterverwendet. Im Jahr 2000 konnte man 11,8 Millionen m3 Biogas produzieren, das für Heizung, Stromproduktion und als Fahrzeuggas verwendet wird.

## Weitere Fakten
Laut Statistiska Central Byrån, SCB, 2002:
- Leitungslänge: 2.100 km
- Tagesproduktion im Durchschnitt: 286.000 m3
- Tagesproduktion maximal: 515.000 m3
- Pumpstationen: 58 St.
- Wasserspeicher: 11 St.
- Verbrauch pro Person und Tag: 200 Liter